# Didier Reynders
Didier J.L. Reynders, född 6 augusti 1958 i Liège, är en belgisk politiker i det liberala partiet Mouvement Réformateur (MR).
Reynders tog plats i representantkammaren (franska: Chambre des représentants), underhuset i Belgiens federala parlament, 1992. Han var finansminister 1999–2011 och partiordförande i MR 2004–2011. Sedan 2004 har han också varit vice premiärminister i Belgien i olika koalitionsregeringar. Han är sedan 2011 utrikesminister och sedan 2018 även försvarsminister. 
I samband med den belgiska regeringskrisen i april 2010 utsåg kung Albert II Reynders till medlare. Stridsfrågan gällde utformningen av valkretsen Bryssel-Halle-Vilvoorde och utlöstes av att MR:s flamländska systerparti Öppna VLD hoppade av regeringen, varefter premiärminister Yves Leterme lämnade in sin avskedsansökan. Några dagar senare bad dock Reynders att få bli entledigad från uppdraget, som ej gick att lösa, och kungen beviljade regeringens avskedsansökan.
Reynders nominerades 2019 till att bli ledamot (EU-kommissionär) i Kommissionen von der Leyen I med ansvar för rättsliga frågor.
Reynders är utbildad jurist från Université de Liège.